# Glycyrrhiza echinata
La liquirizia di Dioscoride o liquirizia setolosa (Glycyrrhiza echinata L.) è una pianta erbacea perenne appartenente alla famiglia delle Leguminose.

## Distribuzione e habitat
Cresce fino ai 500 m s.l.m. in alcune zone dell'Italia meridionale (Puglia, Basilicata) .
Molto più ampia è la sua distribuzione fuori d'Italia (penisola balcanica, dall'Ungheria alla Grecia; Russia e territori adiacenti; Turchia, Medio Oriente, Caucaso, Iran, Asia centrale) .

## Usi
È coltivata per le radici così come avviene per la liquirizia comune (Glycyrrhiza glabra).
La radice è usata nella preparazione della liquirizia. Ha proprietà lassative e emollienti.